# Alexander Shabalov
Alexander Shabalov (en letó: Aleksandrs Šabalovs), (nascut a Riga (llavors a l'RSS de Letònia, actualment a Letònia) el 12 de setembre de 1967), és un jugador d'escacs estatunidenc, que té el títol de Gran Mestre des del 1991.
A la llista d'Elo de la FIDE de desembre de 2021, hi tenia un Elo de 2504 punts, cosa que en feia el jugador número 38 (en actiu) dels Estats Units. El seu màxim Elo va ser de 2637 punts, a la llista de juliol de 2007 (posició 85 al rànquing mundial).
|  |

## Resultats destacats en competició
És d'origen letó i igualment com els seus companys letons Aleksei Xírov i Mikhaïl Tal és conegut per exposar-se a complicacions fins i tot a costa d'una justificació objectiva. A Riga a finals dels 1970 fou entrenat per Vladímir Baguírov, i també va estudiar sota la tutela de l'exCampió del món Mikhaïl Tal. El 1986, guanyà el Campionat Bàltic, ex aequo amb Edvins Kengis i Alexander Malevinsky.
Cap al 1992, Shabalov va emigrar als Estats Units amb la seva família, i s'estabí a Pittsburgh, Pennsilvània. Shabalov ha guanyat 4 vegades el Campionat dels Estats Units, el 1993 (ex aequo), 2000 (ex aequo), 2003 i 2007.
El 1992 guanyà el torneig obert del Festival d'escacs de Biel, a Suïssa. El 1997 va guanyar en solitari el World Open a Filadèlfia amb 8/9 punts. El 2002 quedà empatat als llocs 1r a 5è a l'Aeroflot Open de Moscou, tot i que quedà finalment 4t per desempat (el guanyador fou Gregory Kaidanov).
Actualment, Alexander Shabalov dona regularment classes d'escacs a jugadors de totes les edats a The House of Chess, una botiga que dirigeix al Ross Park Mall a Pittsburgh (Pennsilvània). Shabalov és conegut per accedir a jugar contra qualsevol aficionat i complaure els cercadors d'autògrafs.
El 2007 va empatar als llocs 1r-8è amb Hikaru Nakamura, Darmén Sadvakàssov, Varuzhan Akobian, Zviad Izoria, Victor Mikhalevski, Magesh Chandran Panchanathan i Justin Sarkar a l'Obert de Miami. El 2009 empatà als llocs 3r-8è amb Anton Filippov, Elshan Moradiabadi, Merab Gagunashvili, Vadim Malakhatko i Niaz Murshed al Torneig Ravana Challenge a Colombo.
L'octubre de 2013 empatà als llocs 3r-8è al fort torneig The SPICE Cup, organitzat per la Universitat de Texas Tech i el Susan Polgar Institute for Chess Excellence (SPICE); (el campió fou Aleksandr Ipàtov).

## Participació en Olimpíades
Alexander Shabalov ha participat en cinc Olimpíades d'escacs, una en representació de Letònia i quatre amb l'equip dels Estats Units:
- Tercer tauler de Letònia a Manila (1992), aconseguint 7½/12 punts.
- Primer tauler dels Estats Units a l'Olimpíada de Tel-Aviv (1994), aconseguint 3 / 8 punts.
- Segon tauler dels Estats Units a l'Olimpíada d'Elista (1998), aconseguint 5/8 punts i guanyant la medalla de plata per equips.
- Tercer tauler dels Estats Units a l'Olimpíada d'Istanbul (2000), aconseguint 6/10 punts.
- Segon tauler dels Estats Units a l'Olimpíada de Calvià (2004), aconseguint 5/10 punts.

## Partides notables
- Alexander Shabalov - Ilià Smirin, defensa siciliana, Manila (1992)

1.e4 c5 2.Cf3 d6 3.d4 cxd4 4.Cxd4 Cf6 5.Cc3 Nc6 6.Cg5 e6 7.Dd2 Ae7 8.O-O-O O-O 9.f4 h6 10.h4 Cxd4 11.Dxd4 a6 12.Ae2 Da5 13.Af3 Td8 14.g4 Ad7 15.Axh6 gxh6 16.g5 Ce8 17.Tdg1 h5 18.Axh5 Af8 19.f5 De5 20.Dd2 exf5 21.g6 fxg6 22.Txg6+ Rh7 23.Thg1 fxe4 24.Th6+ Axh6 25.Ag6+ Rg7 26.Axe8 Rh7 27.Ag6+ Rg7 28.Axe4 Rf7 29.Dxh6 Th8 30.Ad5+ Re8 31.Dd2 Rd8 32.Te1 Dh5 33.Ce4 Dh6 34.Cg5 Rc7 35.Te7 Tae8 36.Da5+ b6 37.Dc3+ Rd8 38.Txd7+ Rxd7 39.Dc6+ Re7 40.Dc7+ Rf6 41.Dxd6+ Rf5 42.Dd7+ Re5 43.Af7 Df8 44.Dd5+ Rf6 45.Df3+ Re7 46.Db7+ Rf6 47.Dxb6+ Rf5 48.Df2+ Re5 49.Dg3+ Rf6 50.Df4+ Re7 51.Dc7+ Rf6 52.Dc6+ Re5 53.Dd5+ Rf6 54.Df3+ Re7 55.Db7+ Rd8 56.Db8+ Re7 57.Da7+ Rd8 58.Da8+ Re7 59.Da7+ Rd8 60.Db6+ Re7 61.De6+ Rd8 62.Db6+ Re7 63.Dxa6 Tb8 64.Da7+ Rd6 65.Dd4+ Rc6 66.Ad5+ Rd7 67.Cf7 Th6 68.Dg4+ Rc7 69.Df4+ Td6 70.Dxd6+ Dxd6 71.Cxd6 Rxd6 72.Af7 Tf8 73.Ag6 Tf1+ 74.Rd2 Tf2+ 75.Re3 Th2 76.h5 Re5 77.Rd3 Rd5 78.Rc3 1-0
Aleksei Xírov - Alexander Shabalov, Ruy López, defensa Schliemann, (2001)
1.e4 e5 2.Cf3 Cc6 3.Ab5 f5 4.Cc3 Cf6 5.exf5 e4 6.Cg5 d5 7.d3 h6 8.Ce6 Axe6 9.fxe6 Dd6 10.dxe4 Dxe6 11. O-O dxe4 12.Ce2 Ad6 13.Cd4 De5 14.g3 O-O 15.Axc6 bxc6 16.Af4 De8 17.Axd6 cxd6 18.c4 Dd7 19.De2 Tae8 20.Tad1 Dh3 21.g4 c5 0-1